# Hemkenrode
Hemkenrode ist ein Ortsteil der Gemeinde Cremlingen (bis 1974: Samtgemeinde Destedt) im Landkreis Wolfenbüttel in Niedersachsen gehört. Der Ort liegt am Westhang des Elms.

## Geschichte

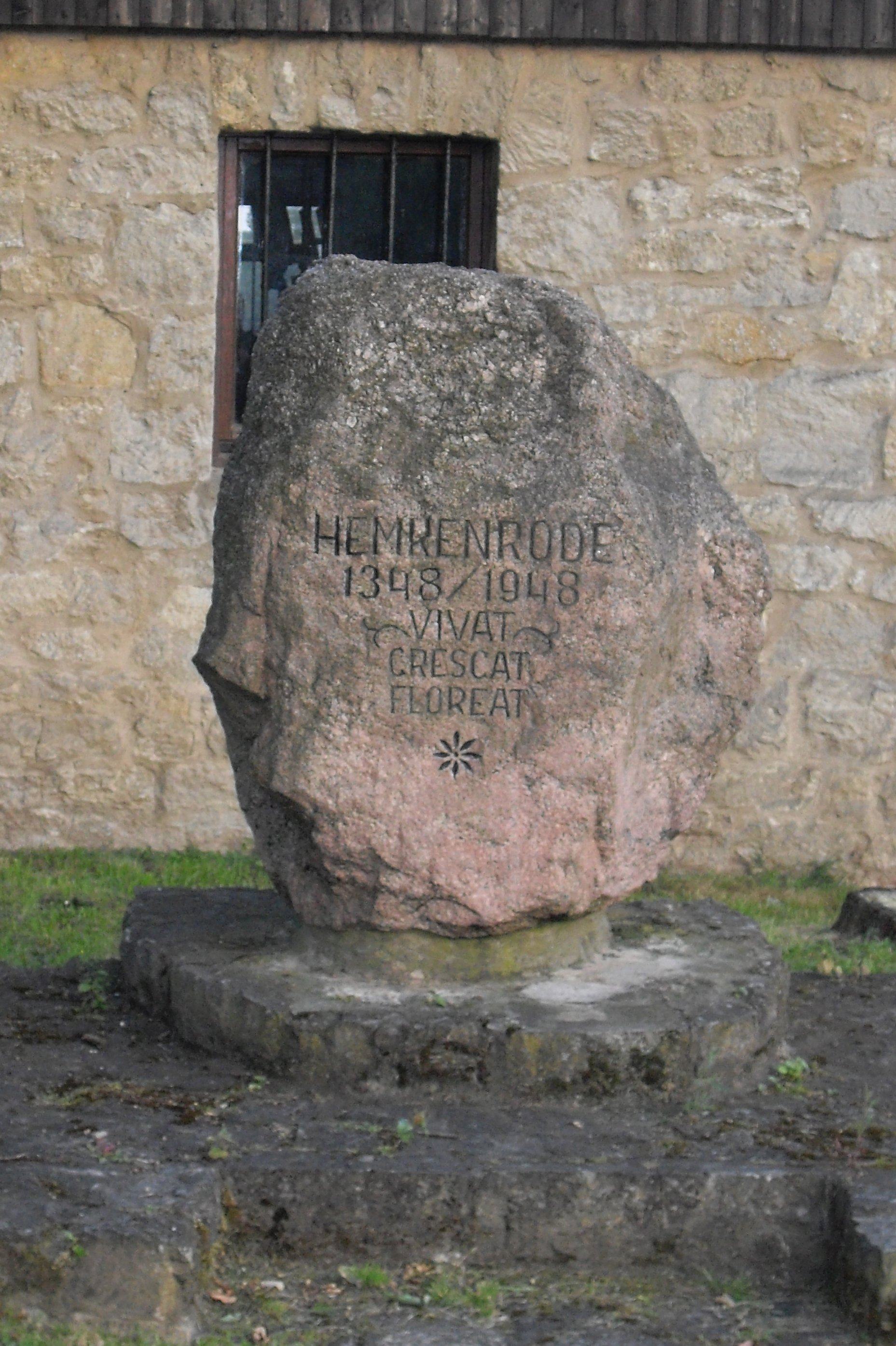
Gedenkstein zur 600-Jahr-Feier 1948

Die erste urkundliche Erwähnung findet sich 1239. Das Dorf ist aber wahrscheinlich weitaus älter und soll um 800 auf einer Waldrodung südwestlich des heutigen Ortes entstanden sein. In einer Urkunde von 1348 bestätigte Herzog Magnus von Braunschweig dem Gerichtsherren die Schenkung eines jährlichen Zinses von acht Schillingen – die Grundlage für den Bau des Gotteshauses im Jahre 1448. Die Dorfbewohner waren den Herren von Veltheim zu Destedt dienstverpflichtet, doch ist Hemkenrode nie ein Gutsdorf gewesen.
Ein lebhaftes Vereinsleben (Schützenverein, Chor, Freiwillige Feuerwehr) zeichnet das Dorf aus. Seit 1963 gibt es ein Freibad; das einzige der Gemeinde Cremlingen.
Am 1. März 1974 wurde Hemkenrode in die Gemeinde Cremlingen eingegliedert.
1999 wurde es Kreissieger im Wettbewerb „Unser Dorf soll schöner werden“.

## Politik

### Ortsrat
Der Ortsrat, der Hemkenrode vertritt, setzt sich aus fünf Mitgliedern zusammen. Die Ratsmitglieder werden durch eine Kommunalwahl für jeweils fünf Jahre gewählt.

Bei der Kommunalwahl 2021 ergab sich folgende Sitzverteilung:
| Ortsrat 2021Insgesamt 5 Sitze - Grüne: 2 - CDU: 3 |

### Ortsbürgermeisterin
Ortsbürgermeisterin ist Anja Hantelmann (CDU) (Stand 2019)

### Wappen
| | Blasonierung: „Schräglinksgeteilt von Silber und Grün; oben ein schräg gestelltes grünes Buchenblatt, unten ein silbernes Ammonshorn.“ |
| Wappenbegründung: Eine der erhaltenswertesten Naturschönheiten der Region ist der Elm. Mit der Lage des Ortes an diesem Erholungsgebiet wirbt das Buchenblatt im Wappen. Das Ammonshorn ist eine der häufigsten fossilen tierischen Formen in dem an Versteinerungen reichen Elm. Zugleich verweist es auf das Kalkwerk Hemkenrode, das den Elmkalk abbaut und wirtschaftlich verwertet. Das Wappen wurde von Wilhelm Krieg gestaltet und am 21. November 1967 durch den braunschweigischen Verwaltungspräsidenten genehmigt. | |

## Kultur und Sehenswürdigkeiten
- Der HeartcHor mit den Stilrichtungen Pop sowie Rock wurde 1999 bei einem Straßenfest gegründet und besteht aus 24 Sängern und Sängerinnen.
- Oberhalb des Dorfes im Elm liegen zehn Hügelgräber, die wahrscheinlich aus dem vierten bis sechsten Jahrhundert stammen.
- Die ursprünglich im Stil der Romanik erbaute Kirche wurde 1448 im Stil der Frühgotik umgebaut und wesentlich erweitert. Im Dreißigjährigen Krieg wurde die Kirche stark zerstört, die Kirchenglocke wurde gestohlen. Eine neue Glocke wurde 1717 installiert. 1878 und 1962 wurde die Kirche erneut umgebaut. 1878 wurden der heutige Eingang, die großen bleigefassten Fenster sowie eine große hölzerne Empore eingebaut. Auch die noch heute vorhandenen Kirchenbänke wurden installiert. 1962 wurde die Empore in den heutigen Zustand versetzt und eine neue Kirchenorgel eingebaut. Das 1878 eingebaute metallene Taufbecken wurde gegen das ursprüngliche Taufbecken aus Elmkalkstein ausgetauscht. Das Taufbecken wurde vermutlich von Künstlern geschaffen, die für den Bau des Kaiserdoms in Königslutter in die Gegend kamen.

Der Künstler Helmuth Uhrig schuf 1962 die nach Osten gerichteten bleigefassten Fenster und das Kruzifix sowie das kleine bleigefasste Fenster im Taufraum der Dorfkirche. 1975 wurde eine weitere Kirchenglocke gegossen, die 1978 in Hemkenrode installiert wurde.

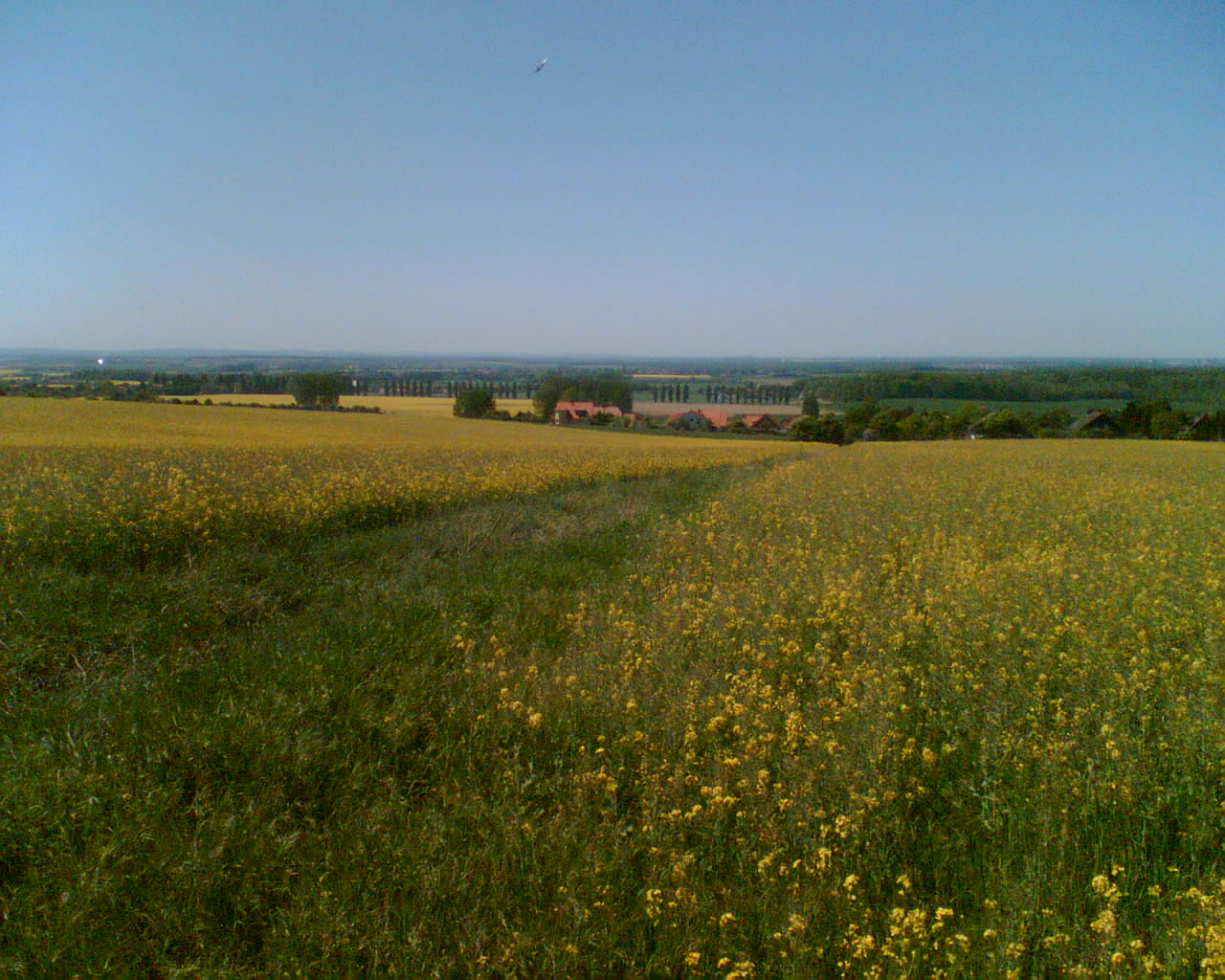
Blick über Hemkenrode nach Südwesten
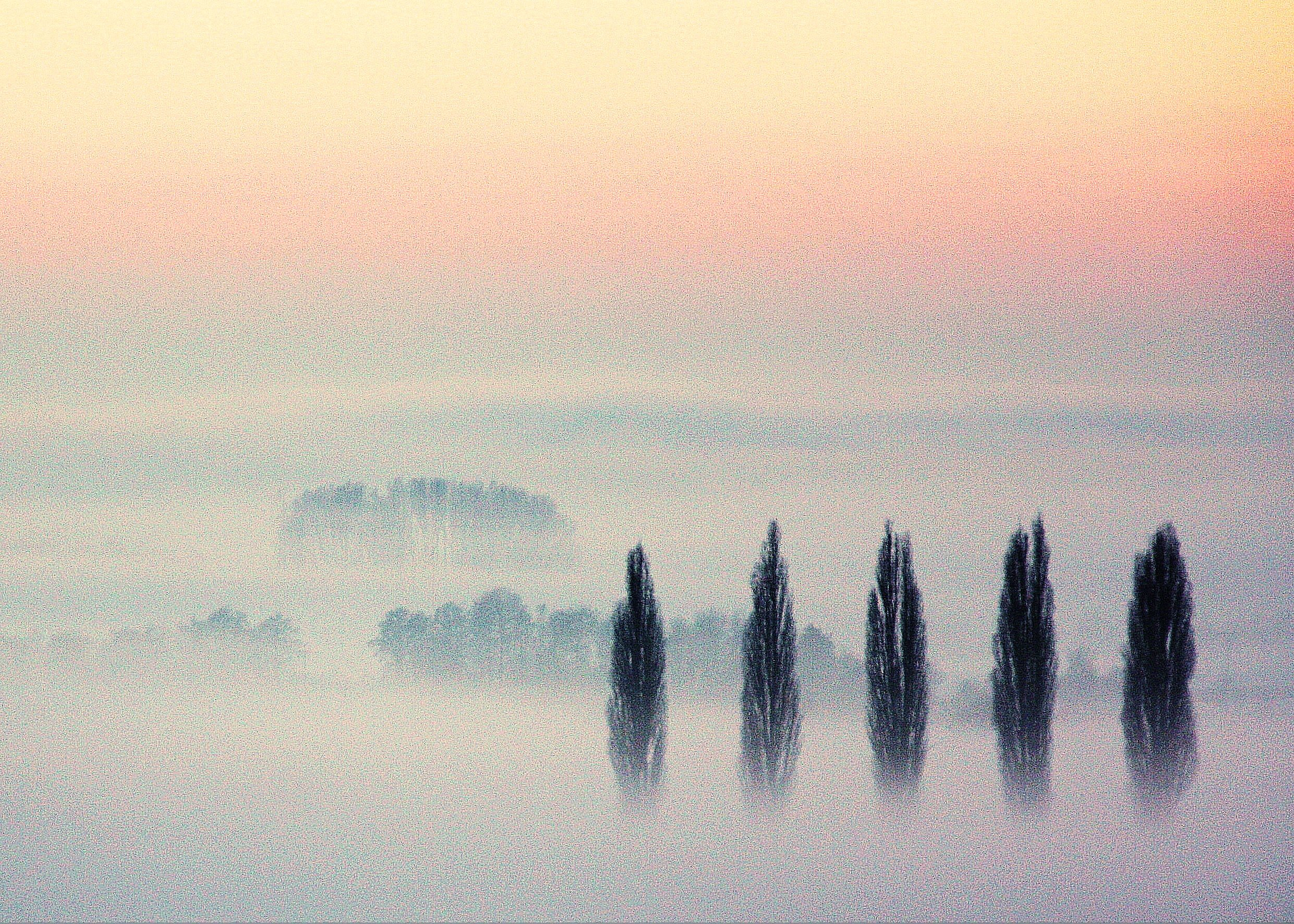
Blick vom Elmrand nach Westen bei Hemkenrode bei Nebel

## Wirtschaft und Infrastruktur

### Unternehmen

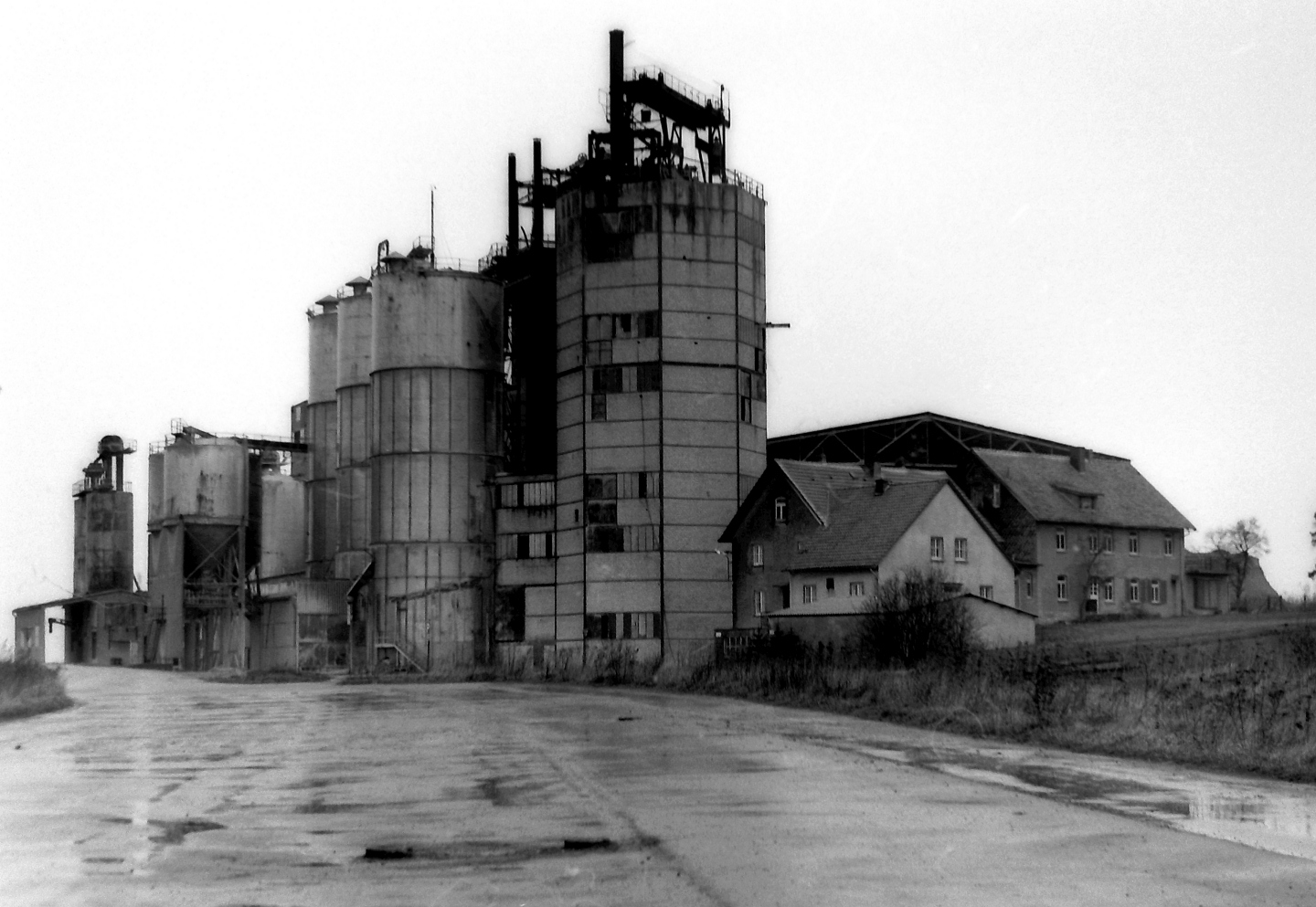
Das stillgelegte und später abgerissene Kalkwerk (1978)

Die alten Steinbrüche im Steinkuhlenbusch zeugen davon, dass über längere Zeit Kalkstein gebrochen wurde. Seit 1904 verarbeitete das Braunschweigische Elmkalk- und Steinwerk im Süden des Dorfes den Elmkalkstein und war damit ein bedeutender Arbeitgeber. Gegründet wurde es vom Königlich Preußischen Eisenbahninspektor Mühlen. Die Produktion diente auch der Herstellung von Branntkalk zum Bauen und Düngen. 1946 wurde das Werk wieder aufgebaut vom Kalkfachmann J. Schnuch. Dabei wurde ein neuer Steinbruch im Destedter Forst erschlossen, der über eine Seilbahnverbindung zum Werk verfügte. 1954 erfolgte der Aufbau einer Zementfabrik. Dabei wurde Baukalk mit der Marke „Elmkreuz“ und Portlandzement mit der Marke „Elmkreis“ hergestellt. 1971 wurde das Werk geschlossen und Ende der 1970er Jahre bis auf einzelne Wohngebäude abgerissen.
Ab 1907 verfügte das Werk auch über einen Gleisanschluss an die BSE (Braunschweig-Schöninger Eisenbahn), der vom Bahnhof Lucklum ausging.

### Verkehr
Nördlich des Ortes verläuft die Bundesstraße 1.

## Persönlichkeiten
- Axel Bosse, deutscher Musiker, in Hemkenrode aufgewachsen.